# 라이엇 클럽
《라이엇 클럽》(영어: The Riot Club)은 2014년 공개된 영국의 스릴러 드라마 영화이다.

## 출연진
- 샘 클래플린
- 맥스 아이언스
- 더글러스 부스
- 제시카 브라운 핀리
- 홀리데이 그레인저
- 프레디 폭스
- 벤 슈네처
- 내털리 도머
- 샘 리드
- 매슈 비어드
- 톰 홀런더
- 잭 파딩
- 올리 알렉산더
- 조시 오코너
- 새뮤얼 웨스트
- 앤드루 우돌
- 애너스테이자 힐리
- 제럴딘 서머빌
- 해리 로이드

## 기타 제작진
- 세트: 바버라 허먼 스켈딩
- 의상: 스티븐 노블